# Chrysochroa
Chrysochroa je rod v čeledi krascovití. Většina druhů je domovem na území států jihovýchodní Asie (Malajsie, Indonésie a Filipín). V dosti hojném počtu se vyskytují i v Indii, jeden (Chrysochroa fulgidissima ssp. alternans) v Japonsku a jeden (Chrysochroa lepida) v Africe.

## Seznam druhů
- Chrysochroa agusanensis Y. Kurosawa, 1979
- Chrysochroa akiyamai Lander, 1989
- Chrysochroa andamanensis E. Saunders, 1867
- Chrysochroa annamensis Bourgoin, 1924
- Chrysochroa aurora Heller, 1912
- Chrysochroa aurotibialis H. Deyrolle, 1864
- Chrysochroa aurotibialis var. vethii Ritsema, 1882
- Chrysochroa baudoni Descarpentries, 1964
- Chrysochroa bimanensis Lansberge, 1879
- Chrysochroa bimanensis ssp. florensis Kerremans, 1891
- Chrysochroa brownii E. Saunders, 1872
- Chrysochroa buqueti (Gory, 1833)
- Chrysochroa buqueti ssp. kereemansi Théry, 1897
- Chrysochroa buqueti ssp. rugicollis E. Saunders, 1866
- Chrysochroa buqueti ssp. suturalis Kerremans, 1893
- Chrysochroa buqueti ssp. trimaculata Théry, 1934
- Chrysochroa caroli Perroud, 1853
- Chrysochroa castelnaudi H. Deyrolle, 1862
- Chrysochroa castelnaudi ssp. coelicolor Obenberger, 1942
- Chrysochroa chongi S. Endo, 1992
- Chrysochroa corbetti (Kerremans, 1893)
- Chrysochroa cuprescens (Waterhouse, 1881)
- Chrysochroa cyaneonigra Y. Kurosawa, 1979
- Chrysochroa deyrollii E. Saunders, 1866
- Chrysochroa edvardsii Hope, 1843
- Chrysochroa fulgidissima (Schönherr, 1817)
- Chrysochroa fulgidissima ssp. adachii Akiyama & Ohmomo, 1998
- Chrysochroa fulgidissima ssp. alternans Waterhouse, 1888
- Chrysochroa fulminans (Fabricius, 1787)
- Chrysochroa fulminans var. baliana Obenberger, 1926
- Chrysochroa fulminans var. chrysura Gory, 1840
- Chrysochroa fulminans var. cobaltina Fisher, 1922
- Chrysochroa fulminans var. vethiana Obenberger, 1926
- Chrysochroa fulminans ssp. chrysuroides H. Deyrolle, 1864
- Chrysochroa fulminans ssp. krausei Descrapentries, 1976
- Chrysochroa fulminans ssp. mishiyamai Y. Kurosawa, 1990
- Chrysochroa fulminans ssp. nagaii Y. Kurosawa, 1990
- Chrysochroa fulminans ssp. variabilis H. Deyrolle, 1864
- Chrysochroa fulminans ssp. variabilis var. funebris Théry, 1897
- Chrysochroa holstii Waterhouse, 1890
- Chrysochroa ignita (Linnaneus, 1758)
- Chrysochroa ignita var. punctatissima E. Saunders, 1872
- Chrysochroa intermedia Lander, 1992
- Chrysochroa ixora Gory, 1840
- Chrysochroa lepida (Gory, 1832)
- Chrysochroa limbata Nonfried, 1891
- Chrysochroa ludekingii Snellen von V., 1864
- Chrysochroa kaupii H. Deyrolle, 1864
- Chrysochroa margotana Novak, 1992
- Chrysochroa maruyamai Akiyama, 1989
- Chrysochroa megardi Lander, 1992
- Chrysochroa mniszechii H. Deyrolle, 1861
- Chrysochroa mniszechii var. miribella Obenberger, 1939
- Chrysochroa mniszechii var. viridisplendens Théry, 1897
- Chrysochroa ocellata (Fabricius, 1774)
- Chrysochroa ocellata var. ephippigera White, 1843
- Chrysochroa ocellata ssp. fulgens De Geer, 1778
- Chrysochroa parryi E. Saunders, 1867
- Chrysochroa parryi ssp. unnoi Y. Kurosawa, 1978
- Chrysochroa perrotetii Guérin-Méneville, 1840
- Chrysochroa praelonga White, 1843
- Chrysochroa praelonga ssp. babuyanensis Y. Kurosawa, 1989
- Chrysochroa pseudoludekingii Lander, 1992
- Chrysochroa purpureiventris H. Deyrolle, 1864
- Chrysochroa purpureiventris ssp. ichikoae Ohmomo, 1999
- Chrysochroa purpureiventris ssp. marinae Lander, 1991
- Chrysochroa rajah Gory, 1840
- Chrysochroa rajah ssp. assamensis Guérin-Méneville, 1847
- Chrysochroa rajah ssp. nilgiriensis Y. Kurosawa, 1978
- Chrysochroa rajah ssp. thailandica Y. Kurosawa, 1989

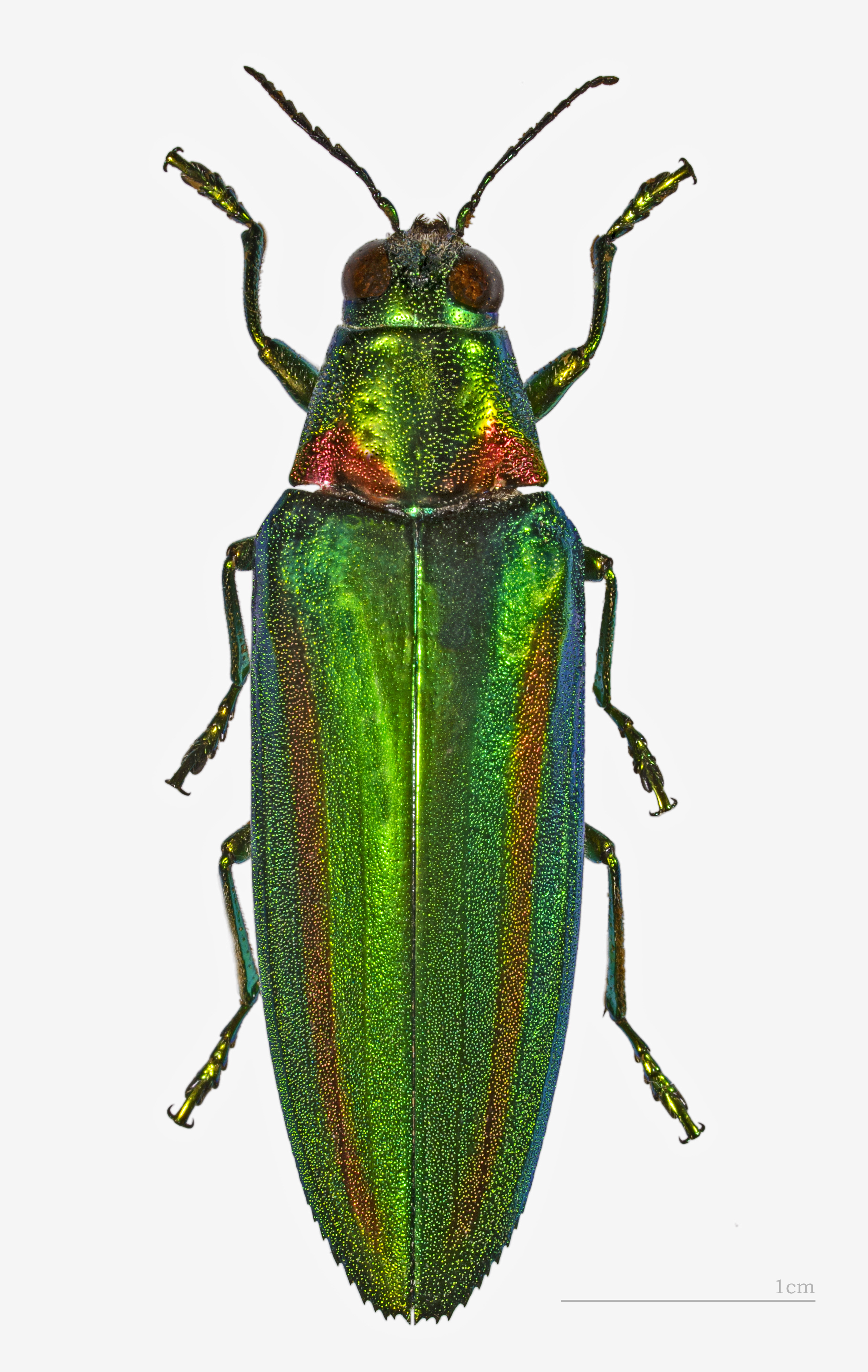
Chrysochroa rajah

- Chrysochroa rogerii (Dupont, 1832)
- Chrysochroa rondoni Descarpentries, 1948
- Chrysochroa sakaii Ohmomo, 1999
- Chrysochroa saundersi E. Saunders, 1866
- Chrysochroa sarasinorum (Flach, 1887)
- Chrysochroa semperi E. Saunders, 1874
- Chrysochroa similis E. Saunders, 1867
- Chrysochroa tonkinensis Descarpentries, 1948
- Chrysochroa toshioi Ohmomo, 1999
- Chrysochroa toulgoeti Descarpentries, 1982
- Chrysochroa unidentata (Fabricius, 1774)
- Chrysochroa unidentata var. mutabilis (Olivier, 1790)
- Chrysochroa vittata (Fabricius, 1774)
- Chrysochroa wallacei H. Deyrolle, 1864
- Chrysochroa weyersii H. Deyrolle, 1864